# Senj
Senj (historicky též v italštině Segna, latinsky Senia, řecky Αθυινιτες (Athyinites), v němčině a maďarštině Zengg) je historické přímořské město s přístavem, rozkládá se na severozápadě Licko-senjské župy v Chorvatsku. Většinu jeho obyvatel tvoří Chorvaté. Město je významné přímořské turistické středisko a vedle turismu většinu zdejších obyvatel živí rybolov a lodní doprava. V zimě je zde poměrně chladno, zejména kvůli místnímu studenému větru (bóra, chorvatsky "bura"). V roce 2011 žilo v samotném Senji 4 810 obyvatel, v celé opčině pak 7 182 obyvatel. Počet obyvatel již od roku 1910 setrvale klesá.

## Historie

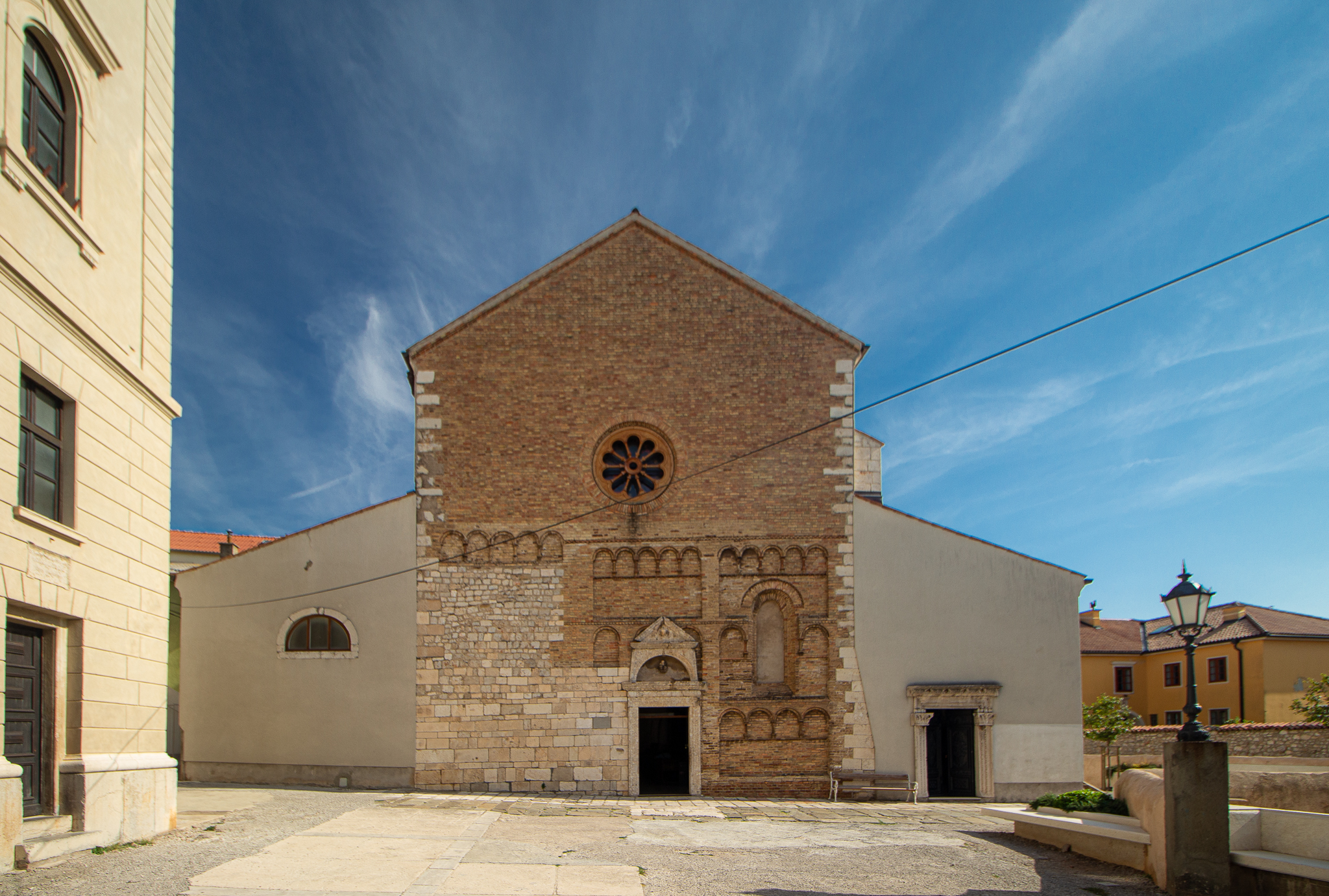
Románská katedrála Nanebevzetí Panny Marie v Senji

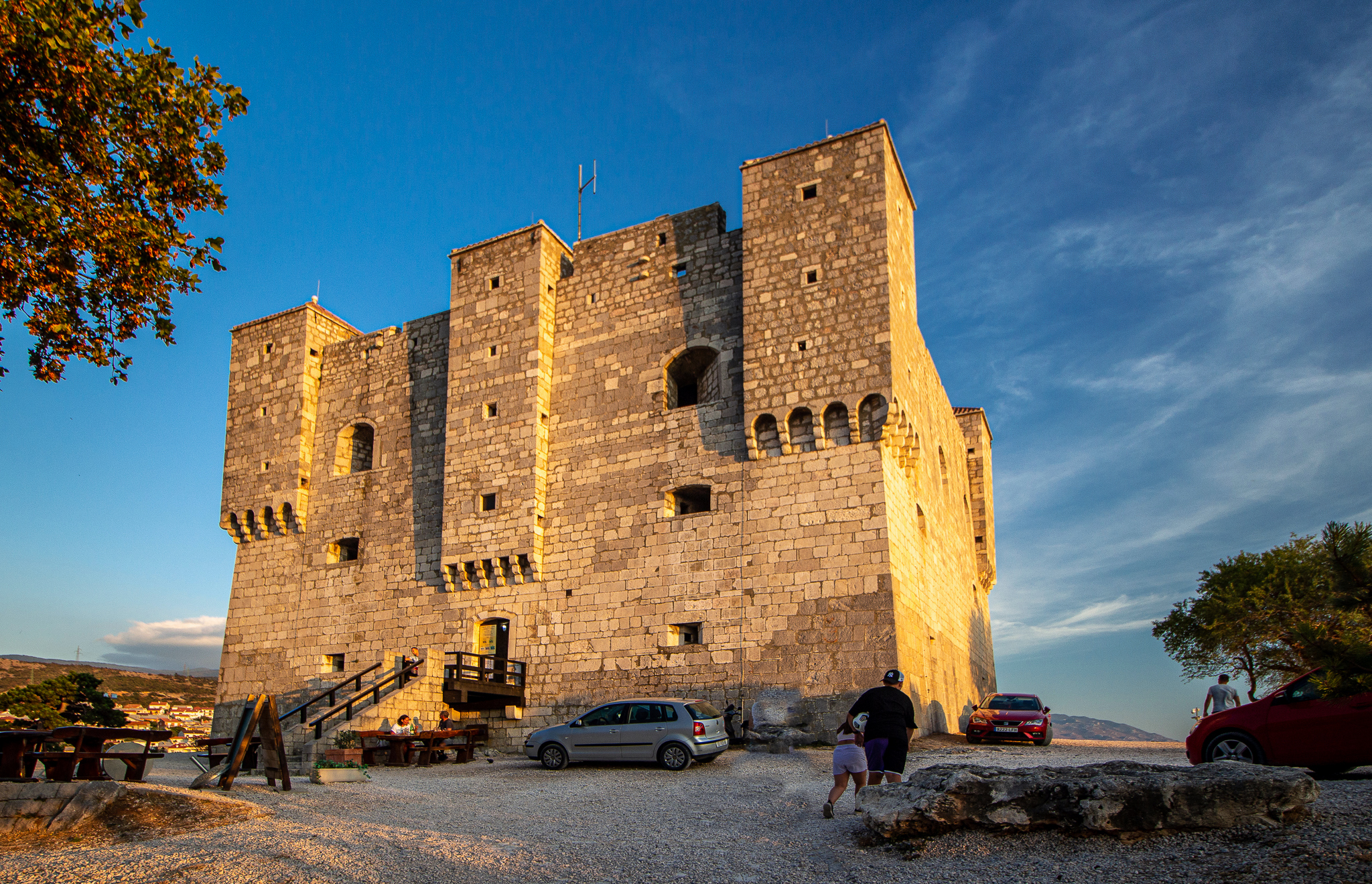
Pevnost Nehaj, památka na uskoky

Senj byl založen galskými Senony v roce 432 př. n. l. Ve 2. století zde existovala římská osada Senia; Římanům sloužila jako důležité překladiště a brána do vnitrozemí. V 7. století byl Senj zničen v bojích Avarů se Slovany. Strategická poloha města však zajistila jeho rychlou obnovu. V 9. století převzali vládu nad městem Chorvaté.
Na základech raně křesťanské baziliky ze 4. nebo 5. století byl v raném středověku kolem roku 1000 vystavěn kostel. V roce 1169 byla dokončena výstavba senjské katedrály Nanebevzetí Panny Marie a tehdy byla v historických záznamech poprvé zmíněna samostatná diecéze v senjské oblasti. V té době se objevuje i jméno prvního senjského biskupa Mireje, který byl prvním z řady biskupů, kteří měli své sídlo v Senji až do roku 1969, kdy diecéze přešla pod správu rijecké arcidiecéze.
Roku 1184 daroval král Béla III. město templářům, od roku 1271 patřilo domácímu rodu Frankopanů a od 16. století k rakouské monarchii. 
V 16. a 17. století ve městě působili uskoci, kteří si v 50. letech 16. století na vrchu Trbušnjak (často též Nehaj) u města zbudovali pevnost Nehaj, odkud jako partyzáni (i s pomocí svých rychlých lodí) podnikali pirátské výboje proti Turkům a Benátčanům. Okrádali lodě na velké části jaderského pobřeží až po istrijský poloostrov. 
V letech 1776–1779 byla vystavěna Josefinská silnice, která spojovala Senj s okolním světem a umožnila spojení s Vídní a částečně pomohla obnovit význam města.

### Vzdělání
- V Senji byla založena první hlaholská tiskárna v Chorvatsku. 7. srpna 1494 byl vytištěn Senjský hlaholský misál a v letech 1494 až 1508 v něm byly vytištěny knihy ve starochorvatštině psané hlaholským písmem.
- V roce 1248 dostal senjský biskup Filip povolení od papeže Inocence IV. pro službu Boží v národním jazyce. Poprvé v křesťanské historii se do katolické katedrály dostává jiný jazyk než latina, řečtina, hebrejština, církevní slovanština nebo aramejština. Ostatní národy získaly toto privilegium až ve 20. století po druhém vatikánském koncilu.
- Senjská střední škola Pavla Vitezoviće, založená v roce 1725, dala během 19. a 20. století velké množství slavných osobností, spisovatelů a vědců.

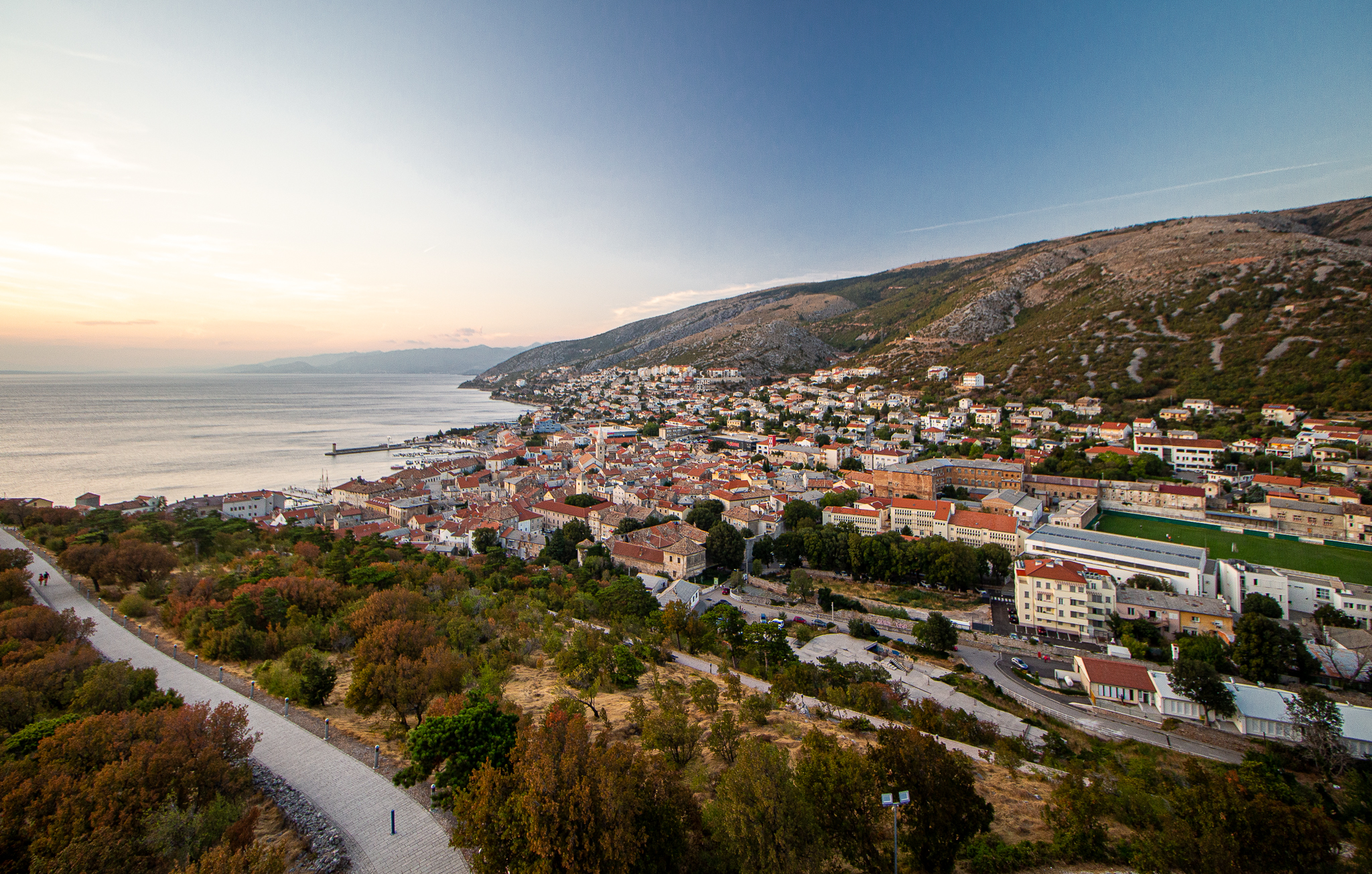
Pohled na Senj z pevnosti Nehaj

## Části města
Administrativní součástí města je 26 okolních vesnic: Alan, Biljevine, Bunica, Crni Kal, Jablanac, Klada, Krasno, Krivi Put, Lukovo, Melnice, Mrzli Dol, Pijavica, Podbilo, Prizna, Senjska Draga, Starigrad, Stinica, Stolac, Sveta Jelena, Sveti Juraj, Velike Brisnice, Veljun Primorski, Volarice, Vrataruša, Vratnik a Vrzići.

## Turismus
Návštěvníkům města je plně k dispozici veřejná pláž, zátoka Spasovac a několik malých pláží s průzračnou vodou. Blízko města se nachází národní park Severní Velebit a přírodní park Velebit. V průběhu léta se zde koná několik festivalů, ze kterých stojí za zmínku především mezinárodní karnevalový festival, hudební festival a také „Senjski Vitezovi“, což je fotbalový festival.
V Senji se nachází muzeum uchovávající zdejší historii. Mezi významné historické budovy patří pevnost Nehaj, která byla postavena v 16. století jako symbol města, gotická radniční budova ze 14. století či palác Carina z 18. století, kde se nachází velká knihovna a sbírka náboženských předmětů.

### Památky a pamětihodnosti
- Pevnost Nehaj

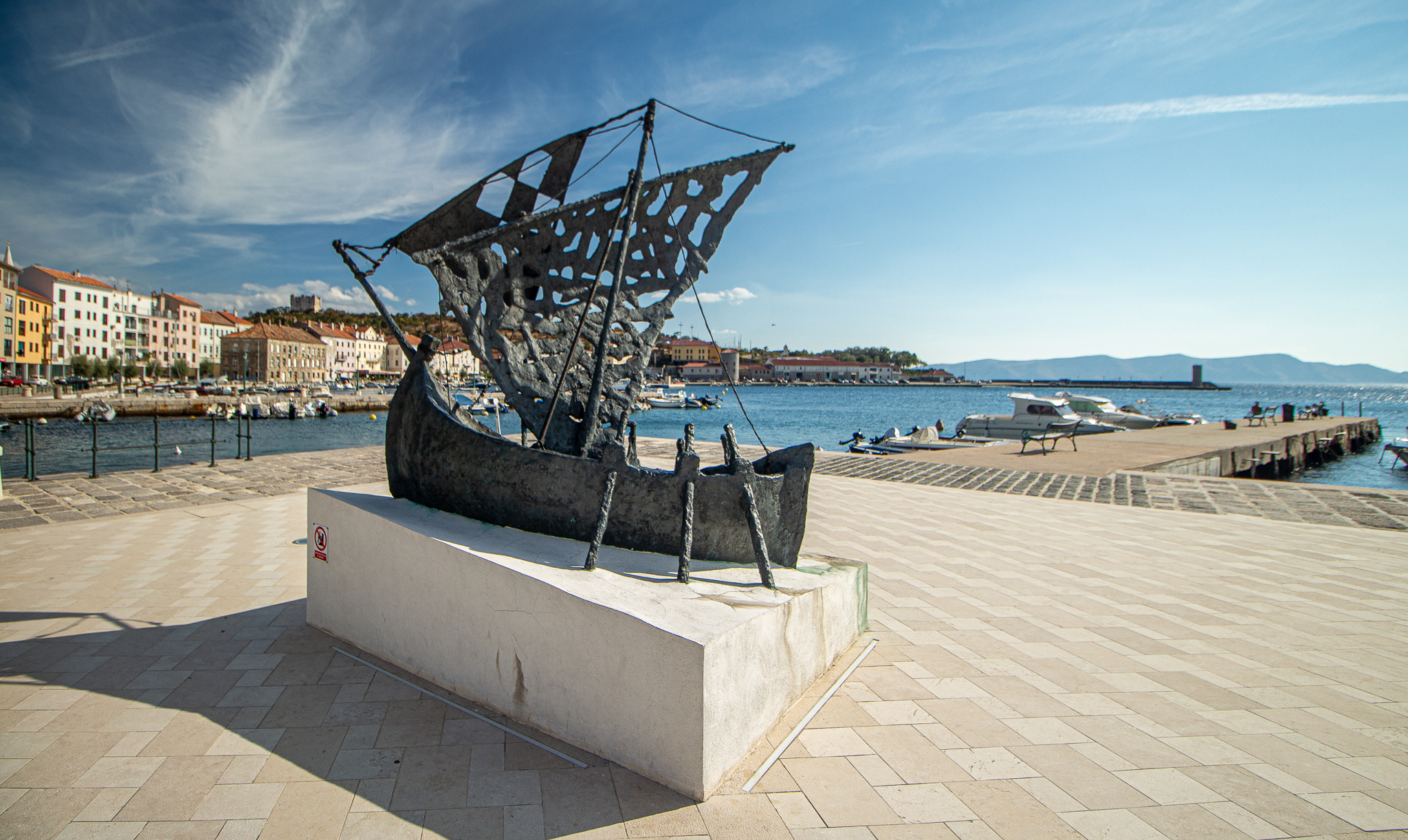
Pomník obětem občanské války v Jugoslávii na nábřeží

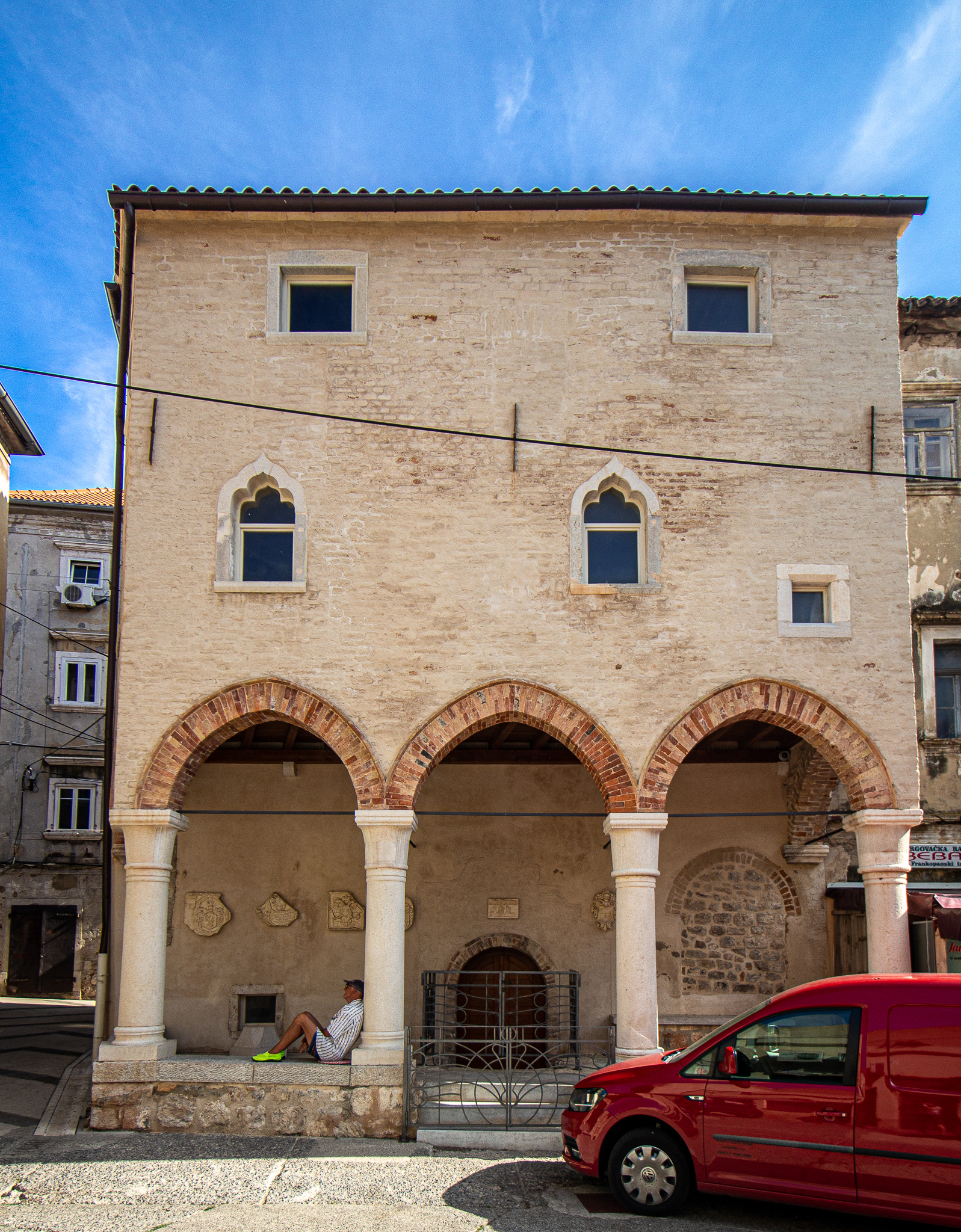
Renesanční dům v centru města

- Městské muzeum, expozice sakrálního dědictví
- Katedrála Nanebevzetí Panny Marie z 12. století
- Katakomby, hrobky pod katedrálou
- Zvonice katedrály, nejvyšší zvonice v diecézi Gospić-Senj a celá rijecké metropolie
- Sakrální dědictví, sbírka portrétů senjských biskupů od 16. do 20. století, sbírka knih ( inkunábule ), výstava zlata a stříbra, biskupská hůl biskupa Kristofora, sbírka nábytku a roucha atd.
- Městské hradby a obranné věže
- Velká brána, konec Jozefinské silnice a vjezd do starého města. Nesou znaky vzdálenosti mezi Senjem a ostatními městy vyjádřené v německých mílích a jsou zdobeny korunou Habsburků.
- Uskočka ulice, krásná, nedotčená ukázka středověké architektury
- Ožegovićianum, internátní škola pro chudé studenty, založená biskupem Mirko Ožegovićem
- Bura, extrémně silný a studený vítr, se prý "narodil v Senji, žije v Rijece a umírá v Terstu"
- Zbytky kostela sv. Františka, mauzoleum uskoků, rodová hrobka Frankopanů
- Kostel Panny Marie umění, votivní kostel senjských námořníků a rybářů, modely lodí
- pozůstatky Senjské desky, kolem roku 1100, psané hlaholicí
- monumentální náměstí Cilnica
- městský přístav
- Senjský humor, první a nejstarší humoristické noviny v Chorvatsku - Metla i škavacera, [4] oficiální úřední noviny v Senji[5], noviny s nejdelší kontinuitou [6]
- Městské muzeum
- Sluneční hodiny postavené na Jadranské magistrále v severní části města kvůli tomu, že město Senj leží na 45. rovnoběžce
- Jeskyně Pijavica je jednou ze dvou jeskyní v Chorvatsku, kde byl pozorován efekt zamodrání
- Ve starém kostele za městem je reliéfní panel s aragonským erbem princezny Luisy Aragonské, manželky Bernardina Frankopana. [7]

## Osobnosti spjaté s městem
- Nikola Jurišić - vojenský velitel, obránce uherského města Kőszeg před náporem Osmanů
- Ivan Lenković - válečník, obránce města a velitel uskoků, stavitel nehajské pevnosti
- Jural Lenković - generál, senjský velitel
- Herbart VIII. z Auerspergu - vojevůdce
- Markantun de Dominis - senjský biskup, filosof, teololg a vědec
- Blaž Baromić - knihtiskař, zakladatel první hlaholské tiskárny v Chorvatsku
- Pavao Ritter Vitezović - polyhistor, spisovatel, vydavatel, tiskař, historik, geograf, lingvista
- Matija Jušić - náboženský spisovatel, misionář
- Ivan Paskvić - astronom, matematik, zakladatel a první manažer observatoře v Budíně
- Mirko Ožegović Barlabaševački - biskup senjský a modrušský, říšský svobodný pán, chorvatský buditel a mecenáš Senje, zakladatel gymnázia
- Josip Filip Vukasović - chorvatský válečník a stavitel
- Vjenceslav Novak - chorvatský prozaik, prozaik, publicista, hudební kritik, pedagog a varhaník
- Silvije Strahimir Kranjčević - spisovatel
- Milan Ogrizović - spisovatel a politik
- Milutin Cihlár Nehajev - spisovatel
- Josip Gržanić - politik, buditel, průkopník Chorvatska. vynikající. nezávislost
- Ljudevit Rossi - chorvatský botanik a horolezec, důstojník královské domobrany
- Julije Rorauer - spisovatelka a divadelní kritička
- Ivan Krajač - právník, ekonomický a finanční spisovatel
- Bela Krleža (rozená Kangrga) - divadelní herečka, manželka Miroslava Krleži
- Pavao Tijan - spisovatel
- Josip Milković - politik, ministr kultury nezávislého Chorvatska
- Milan Moguš - akademik
- Ivan Đalma Marković - fotbalový trenér a hráč
- Ante Glavičić - historik
- Sandra Šarićová - taekwondistka a aktuální mistryně Evropy, vítězka bronzové medaile na olympijských hrách v Pekingu v roce 2008.
- Krešimir Stanišić - spisovatel
- Josip Šojat - výběrčí družstva házenkářek a trenér házené
- Ivan Dellaitti - vynálezce první acetylenové lampy pro noční rybolov
- Vladimir Ćopić - komunistický předák a publicista, jeden ze zakladatelů Komunistické strany Srbů, Chorvatů a Slovinců a člen jejího ústředního výkonného výboru
- Branko Tomljanović, Krombi - národní reprezentant ve vzpírání
- Rafael Krajač, (1816) - námořní obchodník
- Ladislav Krajač, (1857) - námořní obchodník
- Gavro Grünhut - chorvat. vydavatel, publicista a pravicový agitátor
- Ante Hameršmit - fotbalista během SFRJ
- Aleksandar Franjo Čorić de Monte Creto - chorvatský polní pomaršálek v armádě habsburské monarchie
- Tomislav Rogić - biskup šibenické diecéze
- Maksimilian Ćolić - profesor teologie, řečník, první rektor pešťské univerzity
- Juraj Vuk Ćolić - biskup senjský a modrušský, historický spisovatel
- Ivan Rogić Nehajev - básník a sociolog
- Neda Knifić - antifašista, partyzán
- Eugen Kvaternik - politik, spisovatel
- Ante Starčević - politik, spisovatel
- Janko Polić Kamov - básník
- Franjo Rački - teolog, historik